# コンスタンティネスコ (自動車)

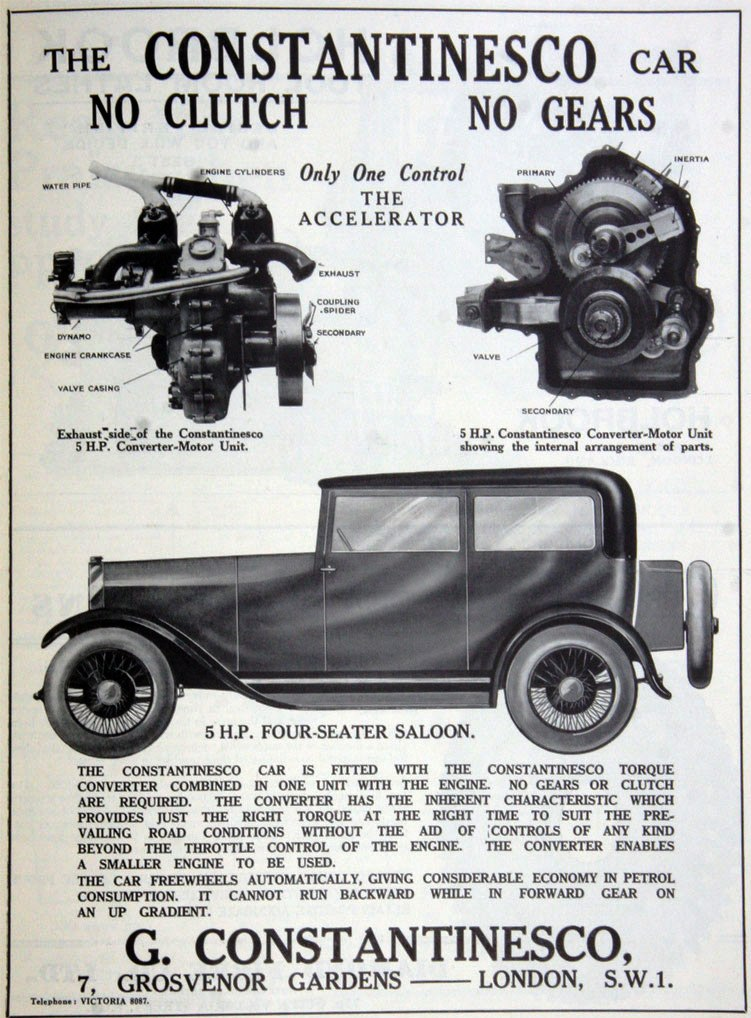
コンスタンティネスコ車の広告

コンスタンティネスコ（Constantinesco）は、1926年から1928年まで生産されたルーマニアの自動車である。ルーマニア生まれの技術者、発明家ジェオルジェ・コンスタンティネスクによって作られた。コンスタンティネスクは、機関銃の同期歯車の改良版を発明したことで名声を得ていた。これは、それ以前に使われていたぎくしゃくした機械連結を自身の新たな音波理論に基づいた油圧装置に置き換えたものであった。

## 機械式トルクコンバータ
この車の背後にあるひらめきはコンスタンティネスクが1923年発明した「振動質量」機械式トルクコンバータであった。これは、ぎくしゃくした変速を滑らかで高効率な無段変速機に置き換えている。変速比は振り子の振動（揺れ）によって決定された。揺れ幅は振り子の質量、巧妙な留め具、寸法、エンジンと車輪のトルクと速さによって決定される。振動質量トルクコンバータは、重く、変速を必要とし、非効率であった複雑な歯車式変速機の必要性を排除するために使われた。歯車式変速機を持つ同様の車と比較して、コンスタンティネスクの車は大幅により小さなエンジンしか必要とせず、全体としてより軽量で、より燃費がよかった。機械式トルクコンバータは自身が設計した494 cc 2気筒2ストロークエンジンと組み合わされ、エンジンの気筒間に取り付けられた。

## 廃止
車はイングランドで製造されたギアボックス（後車軸上に前進、ニュートラル、後退ギア）を使ってパリで製造された。1926年のパリモーターショーで展示されたが、わずか数台しか作られなかった。ゼネラルモーターズがこのトルクコンバータを製造する「有利な」使用料契約を交わし、コンスタンチネスコは10万ドルの使用料を前払いで得たが、全く製造されず、コンスタンティネスクは借金で首が回らなくなり、機械式トルクコンバータは二の次になった。